# Stieglitz 19
Stieglitz 19 is een Antwerpse galerie die zich specialiseert in fotografie van de 21e eeuw. Stieglitz 19 focust zich voornamelijk op opkomende talent uit Europa, de Verenigde Staten en China.
De galerie werd in 2008 opgericht door Dries Roelens. De naam verwijst naar de Amerikaanse fotograaf Alfred Stieglitz . De openingstentoonstelling op de nieuwe locatie was gewijd aan de jonge Chinese avant-garde uit de jaren tachtig . Elke 3 jaar organiseert de galerij een expo Chineese Spring met werken van nieuwe , vernieuwende kunstenaars

## Tentoonstellingen (selectie)
- Lost Garden of Eden, Xu Peiwu, 2008
- Elke Boon 2009
- Aurore Valade , 2010
- Chinese Spring #1, o.a. Ren Hang, Rong Rong en Chenman, 2011
- Lara Gasparotto, 2012
- Anders Petersen, 2013
- Rivages, Lara Gasparotto, 2014 [3]
- Daisuke Yokota , 2015
- Vincent Delbrouck , 2016
- No Contact Prints, Thomas Vandenberghe, 2017 [4]
- Chinese Spring #3 , 2018
- Daido Moriyama , 2019
- Pixy Liao , 2020
- Chad Moore , 2021

## Fotografen
- Ren Hang
- 223 Lin Zhi Peng
- Thomas Vandenberghe
- Ji Zhou
- Vincent Delbrouck
- Ville Andersson
- Zhang Wei
- Chen Zhe
- Lara Gasparotto
- Chen Wei
- Zhang Hai’er
- Sybren Vanoverberghe
- Synchrodogs
- Augustin Rebetez
- Chad Moore
- Anders Petersen
- Ben Murphy